# Josef Holtkotte

Bischofswappen von Josef Holtkotte

Josef Holtkotte (* 29. März 1963 in Castrop-Rauxel) ist ein deutscher römisch-katholischer Geistlicher und Weihbischof in Paderborn.

## Leben
Josef Holtkotte studierte Philosophie und Katholische Theologie an der Theologischen Fakultät Paderborn und in Wien. Er empfing am 2. Juni 1990 in Paderborn das Sakrament der Priesterweihe für das Erzbistum Paderborn.
Holtkotte war zunächst als Pfarrvikar der Pfarreien St. Anna in Verl (1990–1994) und St. Bonifatius in Paderborn (1994–1997) tätig, bevor er Diözesanpräses des Kolpingwerkes im Erzbistum Paderborn wurde. 2005 wurde er Pfarrer der Pfarrei St. Jodokus in Bielefeld und Hochschulseelsorger an der Universität Bielefeld. Seit 2012 war Holtkotte Bundespräses des Kolpingwerkes mit Sitz in Köln und seit 2014 zudem Europapräses des Kolpingwerkes Europa. Am 16. Oktober 2021 legte er seine Ämter beim Kolpingwerk Deutschland aufgrund der Ernennung zum Weihbischof in Paderborn nieder. Holtkotte ist Mitglied der Synodalversammlung des Synodalen Weges der römisch-katholischen Kirche in Deutschland. In der Deutschen Bischofskonferenz gehört er der Pastoralkommission und der Kommission für gesellschaftliche und soziale Fragen an. 
Am 23. Juni 2021 ernannte ihn Papst Franziskus zum Titularbischof von Simingi und zum Weihbischof in Paderborn. Der Erzbischof von Paderborn, Hans-Josef Becker, spendete ihm am 26. September desselben Jahres im Paderborner Dom die Bischofsweihe; Mitkonsekratoren waren die Paderborner Weihbischöfe Matthias König und Dominicus Meier OSB. Sein Wahlspruch Et aperti sunt oculi eorum („Da wurden ihre Augen aufgetan“) stammt aus Lk 24,31 .

## Schriften
- Johannes Altenberend, Josef Holtkotte (Hrsg.): St. Jodokus 1511–2011: Beiträge zur Geschichte des Franziskanerklosters und der Pfarrgemeinde St. Jodokus Bielefeld. Verlag für Regionalgeschichte, Bielefeld 2011, ISBN 978-3-89534-911-9.
- Die Josefs-Kapelle in der Kolping-Bildungsstätte Soest Einblicke. BDKJ-Verl, Paderborn 2003, ISBN 978-3-9807411-5-6.
- Kolping: eine Geschichte mit Zukunft. Verlag Herder, Freiburg im Breisgau 2013, ISBN 978-3-451-32706-3.
- Handwerk hat goldenen Boden (= 3 x 7 Zusagen des Glaubens). Bonifatius-Verlag, Paderborn 2015, ISBN 978-3-89710-643-7.
- Nie aufhören zu leben das Älterwerden annehmen. Bonifatius-Verlag, Paderborn 2016, ISBN 978-3-89710-678-9.
- Adolph Kolping: Original Kolping! ausgewählte Dokumente von Adolph Kolping in Wort und Bild. Hrsg.: Josef Holtkotte, Ulrich Vollmer. Kolping Verlag, Köln 2016, ISBN 978-3-921425-91-6.